# Varvara Panina
Varvara Vassilievna Panina (en russe : Варвара Васильевна Панина) née Vassilieva est une chanteuse russe née en 1872 à Moscou, alors dans l'Empire russe, où elle est morte le 10 juin 1911 (28 mai du calendrier julien). L'une des plus importantes vedettes musicales russophones populaires au début du XXe siècle, réputée pour la profondeur et la richesse de sa voix de contralto, elle interprète des romances russes et puise également dans ses racines roms et dans la langue romani pour alimenter son art.

## Biographie
Varvara Vassilievna, née Vassilieva dans une famille de marchands de chevaux moscovites d'ascendance tzigane et parfois surnommée Varja, débute le chant vers l'âge de quatorze ans dans la chorale tzigane dirigée par Alexandra Panina, au restaurant Strelna. Après avoir épousé le neveu de celle-ci, Fiodor Artemievitch Panine, elle rejoint le restaurant Yar de Moscou, renommé pour ses concerts tziganes, puis elle fait ses débuts sur scène en 1902 au Dvoryanskoïe Sobranyé (Assemblée des nobles) de Saint-Pétersbourg et connaît un grand succès. Dès lors, elle ne se produit plus que sur scène, donnant des concerts en solo, interprétant des airs roms et des romances russes qui suscitent un enthousiasme spectaculaire. Parmi ses admirateurs se distinguent le poète Alexandre Blok, les écrivains Léon Tolstoï, Alexandre Kouprine et Anton Tchekhov, le peintre Constantin Korovine et des membres de la famille impériale russe. Varvara Panina effectue de nombreux enregistrements, dont plus de 50 subsistent. Morte d'une crise cardiaque vers l'âge de 39 ans, l'artiste est inhumée au cimetière Vagankovo.